# Bolovani, Dâmbovița
Bolovani este un sat în comuna Cornățelu din județul Dâmbovița, Muntenia, România.
La sfârșitul secolului al XIX-lea, satul Bolovani era reședința comunei omonime din plasa Ialomița a județului Dâmbovița, comună formată din satele Bolovani, Adunați, Crângași, Podul lui Petrache, Beșteloaia și Bănești, cu o populație totală de 1484 de locuitori. În comună funcționau două biserici și o școală mixtă cu 40 de elevi fondată în 1862.
În 1925, comuna Bolovani făcea parte din plasa Titu a aceluiași județ și avea 2976 de locuitori în satele Adunați, Bănești, Beșteloaia, Bolovani, Crângași, Cuza Vodă și Moara Nouă.
În 1950, ea a fost inclusă în plasa Titu a regiunii București. În timp, din comuna Bolovani s-a despărțit comuna Sălcioara, cu o parte din sate, iar în 1968, a fost desființată și inclusă în comuna Cornățelu, care a fost transferată județului Dâmbovița, reînființat.

## Personalități născute aici
- Victor Voicu (n. 1939), general, medic, farmacolog, membru titular al Academiei Române.